# Épineu-le-Chevreuil
Épineu-le-Chevreuil är en kommun i departementet Sarthe i regionen Pays de la Loire i nordvästra Frankrike. Kommunen ligger i kantonen Loué som tillhör arrondissementet La Flèche. År 2022 hade Épineu-le-Chevreuil 290 invånare.

## Befolkningsutveckling
Antalet invånare i kommunen Épineu-le-Chevreuil
| Referens: INSEE |